# 1114
L'any  1114 (MCXIV)  fou un any comú començat en dijous del calendari julià.

## Esdeveniments
- S'inicia la croada catalano-pisana a Mallorca, que finalitzà el 1115. A la crònica pisana d'aquesta croada s'utilitza el corònim Catalunya.[1]
- Ramon Berenguer III comença la conquesta de les Illes Balears.
- 1114-congost de Martorell-Batalla de Martorell, batalla lluitada al congost de Martorell, entre Ramon Berenguer III i els comtats d'Urgell i Cerdanya contra els almoràvits.[2][3]

## Naixements
- Ramon Berenguer IV, a Barcelona, comte de Barcelona, Girona, Osona, Ribagorça i Cerdanya, i príncep d'Aragó.

## Necrològiques
- Eivissa: Abu-l-Mundir, valí d'Eivissa mort en un dels combats lliurats durant el setge de la ciutat.